# Lista jocurilor video Pokémon
Această listă conține o enumerare a jocurilor video din seria Pokémon.
| Titlu                                                         | Sistem            | An lansare | Japonia | Statele Unite ale Americii | Uniunea Europeană |
| ------------------------------------------------------------- | ----------------- | ---------- | ------- | -------------------------- | ----------------- |
| Pokémon Red & Blue                                            | Game Boy          | 1996       | DA      | DA                         | DA                |
| Pokémon Stadium                                               | Nintendo 64       | 1998       | DA      | NU                         | NU                |
| Pokémon Yellow: Special Pikachu Edition                       | Game Boy          | 1998       | DA      | DA                         | DA                |
| Pokémon Trading Card Game                                     | Game Boy Color    | 1998       | DA      | DA                         | DA                |
| Hey You, Pikachu!                                             | Nintendo 64       | 1998       | DA      | DA                         | NU                |
| Pokémon Snap                                                  | Nintendo 64       | 1999       | DA      | DA                         | DA                |
| Pokémon Stadium 2 / Pokémon Stadium                           | Nintendo 64       | 1999       | DA      | DA                         | DA                |
| Pokémon Pinball                                               | Game Boy Color    | 1999       | DA      | DA                         | DA                |
| Pokémon Gold & Silver                                         | Game Boy Color    | 1999       | DA      | DA                         | DA                |
| Pokémon Picross                                               | Game Boy Color    | 1999       | NU      | NU                         | NU                |
| Pokémon Puzzle Challenge                                      | Game Boy Color    | 2000       | DA      | DA                         | DA                |
| Pokémon Puzzle League                                         | Nintendo 64       | 2000       | NU      | DA                         | DA                |
| Pokémon Crystal                                               | Game Boy Color    | 2000       | DA      | DA                         | DA                |
| Pokémon Stadium GS / Pokémon Stadium 2                        | Nintendo 64       | 2000       | DA      | DA                         | DA                |
| Pokémon Card GB2                                              | Game Boy Color    | 2001       | DA      | NU                         | NU                |
| Pokémon Ruby & Sapphire                                       | Game Boy Advance  | 2002       | DA      | DA                         | DA                |
| Pokémon Box: Ruby & Sapphire                                  | Nintendo GameCube | 2003       | DA      | DA                         | NU                |
| Pokémon Channel                                               | Nintendo GameCube | 2003       | DA      | DA                         | DA                |
| Pokémon Pinball: Ruby & Sapphire                              | Game Boy Advance  | 2003       | DA      | DA                         | DA                |
| Pokémon Colosseum                                             | Nintendo GameCube | 2003       | DA      | DA                         | DA                |
| Pokémon FireRed & LeafGreen                                   | Game Boy Advance  | 2004       | DA      | DA                         | DA                |
| Pokémon Emerald                                               | Game Boy Advance  | 2004       | DA      | DA                         | DA                |
| Pokémon Dash                                                  | Nintendo DS       | 2004       | DA      | DA                         | DA                |
| Pokémon XD: Gale of Darkness                                  | Nintendo GameCube | 2005       | DA      | DA                         | DA                |
| Pokémon Trozei                                                | Nintendo DS       | 2005       | DA      | DA                         | DA                |
| Pokémon Mystery Dungeon: Red Rescue Team                      | Game Boy Advance  | 2005       | DA      | DA                         | DA                |
| Pokémon Mystery Dungeon: Blue Rescue Team                     | Nintendo DS       | 2005       | DA      | DA                         | DA                |
| Pokémon Ranger                                                | Nintendo DS       | 2006       | DA      | DA                         | DA                |
| Pokémon Diamond & Pearl                                       | Nintendo DS       | 2006       | DA      | DA                         | DA                |
| Pokémon Battle Revolution                                     | Wii               | 2006       | DA      | DA                         | -                 |
| Pokémon Battrio                                               | Arcade            | 2007       | -       | -                          | -                 |
| Pokémon Mystery Dungeon: Time Exploration Team                | Nintendo DS       | 2007       | -       | -                          | -                 |
| Pokémon Mystery Dungeon: Darkness Exploration Team            | Nintendo DS       | 2007       | -       | -                          | -                 |
| Pokémon Platinum                                              | Nintendo DS       | 2008       | DA      | DA                         | DA                |
| My Pokémon Ranch                                              | WiiWare           | 2008       | DA      | DA                         | DA                |
| Pokémon Pokémon Mystery Dungeon: Explorers of Sky             | Nintendo DS       | 2009       | DA      | DA                         | DA                |
| Pokémon HeartGold & SoulSilver                                | Nintendo DS       | 2009       | DA      | DA                         | -                 |
| PokéPark Wii: Pikachu's Great Adventure                       | Wii               | 2009       | DA      | -                          | -                 |
| Pokémon Mystery Dungeon: Keep Going! Blazing Adventure Squad! | WiiWare           | 2009       | DA      | -                          | -                 |
| Pokémon Mystery Dungeon: Let's Go! Stormy Adventure Squad!    | WiiWare           | 2009       | DA      | -                          | -                 |
| Pokémon Mystery Dungeon: Go For It! Light Adventure Squad!    | WiiWare           | 2009       | DA      | -                          | -                 |
| Pokémon Rumble                                                | WiiWare           | 2009       | DA      | DA                         | DA                |
| Pokémon Black & White                                         | Nintendo DS       | 2010       | DA      | DA                         | DA                |
| Pokémon Rumble Blast                                          | Nintendo 3DS      | 2011       | DA      | DA                         | DA                |
| Pokémon Black 2 & White 2                                     | Nintendo DS       | 2012       | DA      | DA                         | DA                |
| Pokémon Mystery Dungeon: Gates to Infinity                    | Nintendo 3DS      | 2013       | DA      | DA                         | DA                |
| Pokémon X & Y                                                 | Nintendo 3DS      | 2013       | DA      | DA                         | DA                |
| Pokémon Omega Ruby & Alpha Sapphire                           | Nintendo 3DS      | 2014       | DA      | DA                         | DA                |
| Pokémon Sun & Moon                                            | Nintendo 3DS      | 2016       | DA      | DA                         | DA                |
| Pokémon Ultra Sun & Ultra Moon                                | Nintendo 3DS      | 2017       | DA      | DA                         | DA                |
| Pokémon Let's go Pikachu & Let's go Eevee                     | Nintendo Switch   | 2018       | DA      | DA                         | DA                |
| Pokémon Sword & Shield                                        | Nintendo Switch   | 2019       | DA      | DA                         | DA                |
| Pokémon Briliant Diamond & Shining Pearl                      | Nintendo Switch   | 2021       | DA      | DA                         | DA                |
| Pokémon Legends Arceus                                        | Nintendo Switch   | 2022       | DA      | DA                         | DA                |
| Pokémon Scarlet & Violet                                      | Nintendo Switch   | 2022       | DA      | DA                         | DA                |
| Pokémon Legends Z-A                                           | Nintendo Switch   | 2025       | -       | -                          | -                 |

| Consolă              | An lansare | Japonia | Statele Unite ale Americii | Uniunea Europeană |
| -------------------- | ---------- | ------- | -------------------------- | ----------------- |
| Pokémon Pikachu      | 1998       | DA      | DA                         | DA                |
| Pokémon Mini         | 2001       | DA      | DA                         | DA                |
| Pokémon Pikachu 2 GS | 2002       | DA      | DA                         | DA                |